# 플루토프라제팜
플루토프라제팜(Restas)은 벤조디아제핀(Benzodiazepine) 계열의 약이다. 1972년 스미토모에 의해 일본에서 특허를 받았으며, 그 의학적 사용은 대부분 일본에 국한되어 있다. 근육 이완제로서의 특성은 디아제팜과 거의 동일하지만, 플루토프라제팜이 디아제팜보다 더 강력한 진정제, 최면제, 불안제, 항경련제 효과를 가지고 있고 무게당 약 4배 더 강력하다. 작용이 긴 활성대사물 때문에 디아제팜보다 작용시간이 길어서 그 효과에 크게 기여하고 있다.  주요 활성대사물은 n-desalkylflurazepam으로, norflarazepam이라고도 하며, 플루라제팜(무역명 달마네)의 주요대사물이다.
플루토프라제팜은 일반적으로 심한 불면증 치료에 사용되며 위궤양 치료에도 사용될 수 있다.
플루토프라제팜은 1971년 국제 향정신성 물질협약의 대상 약물에 해당하지 않으며 현재 미국에서 예정되어 있지 않다.
- 싱가포르에서 플루토프라즈팜은 마약류 오용법에 따른 C-스케줄 II급 마약류다.
- 태국에서 플루토프라즈팜은 부표 III의 향정신성 물질이다.
- 홍콩에서 플루토프라제팜은 홍콩 134장 위험약물 조례의 부칙 1에 따라 규제된고 보건 전문가와 대학 연구 목적으로만 합법적으로 사용할 수 있다. 약사들이 처방전에 따라서만 판매할 수 있다. 처방전 없이 이 물질을 공급하는 사람은 누구든지 1만 달러(HKD)의 벌금을 물 수 있다. 이 물질을 밀매하거나 제조할 경우 500만 달러(HKD)의 벌금과 무기징역을 선고받을 수 있다. 보건부의 허가 없이 플루토프라제팜을 사용하는 것 역시 불법으로, 100만 달러의 벌금과 7년의 징역형을 선고받는다.[9]

## 같이 보기
- 벤조디아제핀
- 플루라제팜
- N-desalkylflurazepam